# Шведов Михайло Матвійович
Шведов Михайло Матвійович (1878, м. Ізборськ Псковської губ. — ?, після 1929) — архівіст.

## Життєпис
Закінчив Петроградську духовну академію і Петроградський археологічний інститут. З 1903 р. працював педагогом Сімферопольського духовного училища, згодом — викладачем Сімферопольського реального училища; з 1922 р. до 5 травня
1923 р. перебував на посаді архіваріуса Кримцентрархіву, 5 травня 1923 р. був звільнений, 21 липня 1923 р. знову зарахований на посаду архіваріуса Кримцентрархіву.
З 1 жовтня 1926 р. по 13 червня 1928 р. обіймав посаду архівіста (старший архіваріус), з 13 червня 1928 р. по 1 січня 1930 р. — наукового працівника Управління Кримцентрархіву. Звільнений за приховування свого «минулого».
Обстежував архіви установ в Сімферополі, архівів Карасубазара (Білогорська), Судака, Севастополя, Феодосії та інших населених пунктів Криму, звертаючи основну увагу на стан архівно-технічного забезпечення.
1924—1925 рр. працював над систематизацією та описуванням справ Архіву Жовтневої революції, перевезенням його справ у нове приміщення, розшуком копій документів і видачею довідок; розміщенням і систематизацією справ у новому приміщенні, а також упорядкуванням друкованих періодичних і неперіодичних видань.
1926—1929 рр. складав настільний реєстр архівних фондів, які знаходилися в актосховищах Кримцентрархіву. 1928 р. був включений до складу членів Архівної ради при Управлінні Кримцентрархіву відповідальним за актове сховище, головою розбіркової комісії історичного архіву.
1925, 1929 рр. (25–30 травня) брав участь у роботі 1-го і 2-го з'їздів архівних працівників РРФСР; 1926 р. виступав з доповідями на кримських краєзнавчих курсах.